# Biersommelier-Weltmeisterschaften
Die Weltmeisterschaft der Biersommeliers ist eine zweijährlich von der Doemens-Akademie ausgetragene Veranstaltung, bei der die besten Biersommeliers ermittelt werden.

## Ablauf
Bei der Weltmeisterschaft treten die Besten von den weltweit etwa 5000 ausgebildeten Biersommeliers in einem dreiteiligen Wettkampf gegeneinander an. Teilweise sind zur Qualifikation für die Weltmeisterschaft noch Vorentscheidungen auf Länderebene notwendig. Im Halbfinale präsentieren die Teilnehmer in einem K.-o.-System ein ausgewähltes Bier und messen sich im direkten Vergleich mit ihren Konkurrenten, um sich durchzusetzen. Im Finale treten die Teilnehmer vor einer hochkarätig besetzten Fachjury an. Dabei müssen die Finalisten die Fachjury mit ihrem Wissen zu allen Themen rund um das Bier sowie mit ihren Bier-Präsentationskünsten überzeugen. Sieger und somit zum neuen Weltmeister der Biersommeliers wird schließlich gekürt, wer aus Sicht der Fachjury die Botschaft von Bierkultur und -vielfalt am besten präsentiert.

## Geschichte
Zur ersten Weltmeisterschaft im Jahr 2009 kamen 47 Sommeliers aus fünf Ländern nach Sonthofen. Bei der ersten Weltmeisterschaft wurden neben der Goldmedaille keine weiteren Medaillen vergeben. Seit der Weltmeisterschaft 2011 werden auch Silber- und Bronzemedaillen vergeben. 2015 nahmen 53 Sommeliers an der Weltmeisterschaft teil, darunter eine Frau und 52 Männer. 2019 nahmen bereits 80 Konkurrenten aus 19 Ländern teil, und erstmals wurde eine Frau Weltmeisterin. Aufgrund der COVID-19-Pandemie verschoben sich zum Teil nationale Vorentscheide und auch der 2-Jahres-Rhythmus verlängerte sich nach der Weltmeisterschaft 2019 um ein Jahr. Dadurch fand die siebte Weltmeisterschaft der Biersommeliers am 11. September 2022 im Rahmen der Drinktec in München statt.

## Austragungsorte und Weltmeister
| Jahr | Austragungsort | Gold              | Silber          | Bronze            |
| ---- | -------------- | ----------------- | --------------- | ----------------- |
| 2009 | Sonthofen      | Karl Schiffner    | —               | —                 |
| 2011 | Anif           | Sebastian Priller | Fabio Nalini    | Markus Berberich  |
| 2013 | München        | Oliver Wesseloh   | Don Lindsay     | Tatiana Spogis    |
| 2015 | São Paulo      | Simonmattia Riva  | Frank Lucas     | Irina Zimmermann  |
| 2017 | München        | Stephan Hilbrandt | Felix Schiffner | Rodrigo Sawamura  |
| 2019 | Rimini         | Elisa Raus        | Patrick Thomi   | Michael Friedrich |
| 2022 | München        | Giuliano Genoni   | Felix Schiffner | Léon Rodenburg    |
| 2025 | München        |                   |                 |                   |